# Torso virile II
Il Torso virile II è un bozzetto per scultura in terracotta (h 22,5 cm) attribuito a Michelangelo, databile al 1513 circa e conservato a Casa Buonarroti a Firenze. 

## Storia e descrizione
L'opera si trova da tempo imprecisato in Casa Buonarroti e nei vecchi inventari non viene ipotizzata alcuna attribuzione. Fu Charles de Tolnay che nel 1954 avanzò un'attribuzione diretta al maestro, basandosi su una copia cinquecentesca dell'opera in un disegno al Gabinetto dei Disegni e delle Stampe degli Uffizi (n. 18358 F). Analogamente al Torso virile I, l'opera viene messa in relazione con i Prigioni per il secondo progetto della tomba di Giulio II. Rispetto all'altro bozzetto, però, questo presenta un grado di rifinitura minore. 
Si tratta di un corpo maschile nudo, privo di testa, gambe e braccia. Uno stiramento verso l'alto ha fatto pensare a un modello per lo Schiavo che si ridesta. 

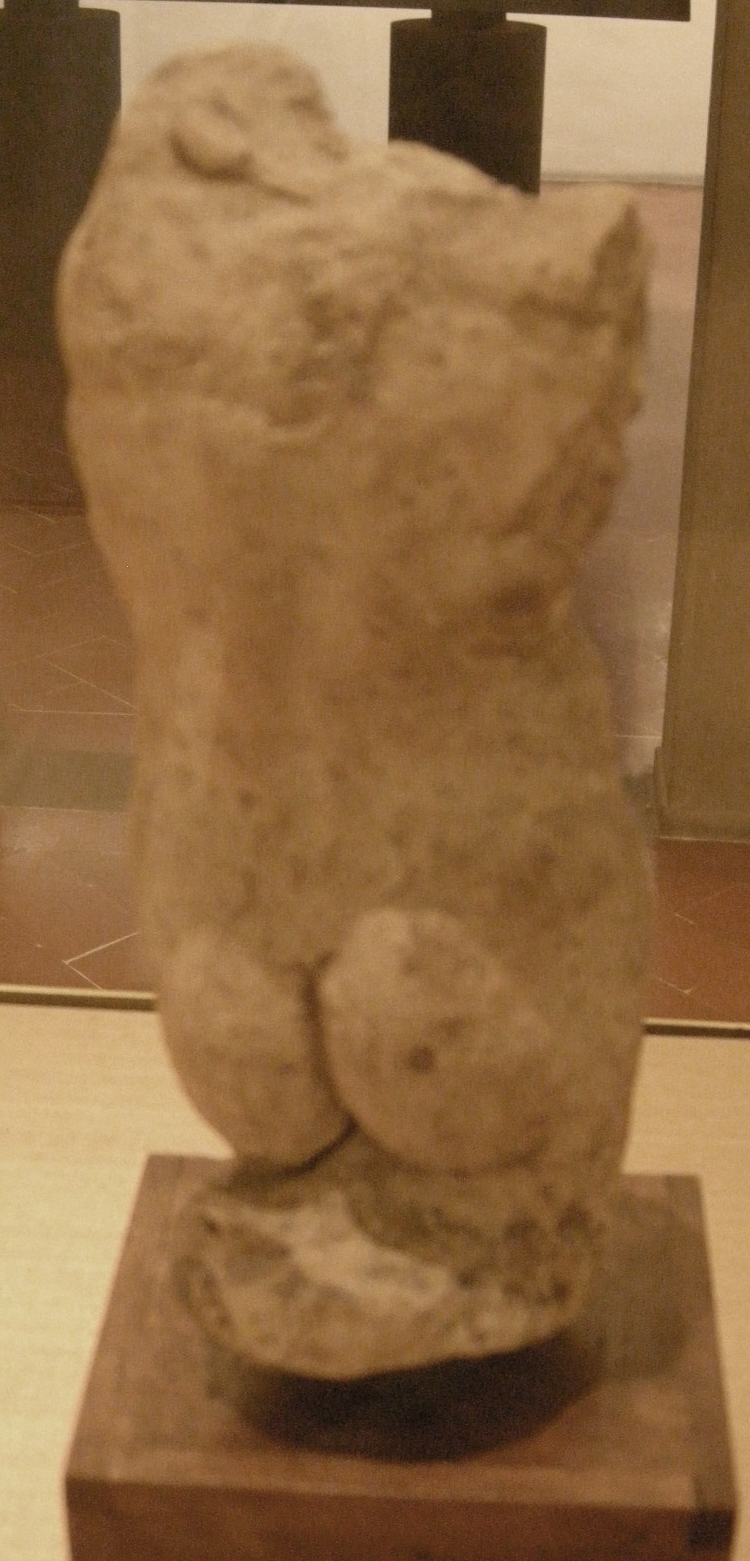
Retro